# 卡尔·里克特
卡尔·里克特（瑞典語：Karl Richter，1876年12月14日—1959年11月30日），瑞典男子射击运动员。他曾代表瑞典参加1920年和1924年夏季奥林匹克运动会射击比赛，其中1920年奥运会获得一枚铜牌。